# セルジュ・ガクペ
セルジュ・ガクペ（Serge Gakpé, 1987年5月7日 - ）はフランス・ボンディ出身のサッカー選手。キプロス１部リーグ・アポロン・リマソール所属。ポジションはフォワード。トーゴ代表。

## 経歴

### クラブ
地元クラブのUMSポントー＝コンボーでキャリアをスタートさせた。このクラブはASモナコと提携関係にあり、ガクペは在籍中、クレールフォンテーヌ国立サッカーアカデミーのトレーニングにも定期的に参加していた。ポントー＝コンボーとクレールフォンテーヌの関係者から推薦を受けたガクペは、2001年にモナコへの加入を決めた。
2001年にASモナコのユースに入団し、プロ契約は結んでいなかったものの、2005-06シーズンの冬の中断期間明けからトップチームに帯同し、2006年にトップチームでデビューする。2007年1月4日、ガクペはモナコと最初のプロ契約を締結し、3年契約を結んだ。後に1年の延長オプションも加わり、契約は2011年までとなった。その後の3シーズンで出場機会を増やし、76試合に出場し11ゴールを記録。イングランドのシェフィールド・ウェンズデー、チェルシー、トッテナム・ホットスパー、スペインのバルセロナなど、ヨーロッパの名門クラブから注目を集めた。
2010年1月26日トゥールFCにレンタル移籍。2011年1月31日より、FCナントでプレーする。2015年2月4日、翌シーズンよりジェノアCFCに加入することが決まった。

### 代表
フランス生まれではあるが、トーゴ代表を選択している。
UEFA U-17欧州選手権の出場は逃すも、その後のメリディアン・カップ（ユース年代のカップ戦）には出場を果たした。2009年8月26日、9月6日に行われた2010 FIFAワールドカップ・アフリカ予選のモロッコ戦に初招集され、10月10日のカメルーン戦でムスタファ・サリフと交代で出場し、初キャップを記録した。2010年9月5日のアフリカネイションズカップ2012予選、ボツワナ戦で代表初ゴールを挙げた。

## 人物・特徴
- ティエリ・アンリらを輩出したクレールフォンテーヌで英才教育を受ける。スピードのあるドリブラーではあるが、周囲の選手を使う事には改善の余地を残す[要出典]。
- 2009年10月14日に宮城スタジアムで開催された日本代表とトーゴ代表の親善試合に出場。結果は本田圭佑や岡崎慎司を有する日本代表が5-0で勝利した。
- Barbagiuans Monaco（バルバジアンズ・モナコ）のメンバーで2025年6月27日、初めての日本でのチャリティーマッチで4－3の勝ち越しゴールを決めた。この試合は、モナコ国民の日（6月28日）を記念し、また2024年の能登半島地震の被災地支援を目的として開催され、収益は日本およびモナコの慈善団体に寄付されました。[2]